# عبدالجبار نعیمی
عبدالجبار نعیمی (زادهٔ ۱۹۶۷ (۵۷–۵۸ سال)) دیپلمات، و سیاستمدار اهل افغانستان است. وی از تاریخ مارس ۲۰۰۵ – ۱۲ مه ۲۰۰۸ والی میدان وردک و نیز ۸ آوریل ۲۰۱۰ – ۶ ژوئن ۲۰۱۵ والی خوست بود. علاوه بر این سال ۲۰۱۵ منصب والی لغمان نیز عهده‌دار بود.